# 彌生町 (奉天市)
彌生町是奉天滿鐵附屬地的一個町。位於今天的中華人民共和國遼寧省瀋陽市和平區，在千代田通（今中華路）以西，南一條通（千日通）穿過，鄰接紅梅町和霞町。彌生在日本文化中是三月的象徵。